# Tyler Bates
Tyler Bates (* 5. června 1965 Los Angeles, Kalifornie, USA) je hudební skladatel a producent pro filmy, televizní seriály a videohry.
Jeho asi nejznámější práce je složení soundtracku pro film Strážci Galaxie.
Spolupracoval s umělci jako Rob Zombie, Zack Snyder nebo Ti West.
Zkušenosti má i s hudbou ve videohrách, složil například soundtrack pro hru God of War: Ansencion pro PlayStation 3 nebo Killzone: Shadowfall pro PlayStation 4. Momentálně je spolu s Paulem Wileyim kytarista ve skupině Marilyn Manson, rovněž je producent jejich alba The Pale Emperor, pro které napsal většinu hudebního podkladu. Produkoval také album Heaven Upside Down.

## Diskografie
- 2015 The Pale Emperor
- 2017 Heaven Upside Down
- 2024 One Assassination Under God - Chapter 1